# كنيسة القديسة مريم (دبي)
كنيسة القديسة مريم الكاثوليكية هي كنيسة الرعية من النيابة الرسولية لجنوب شبه الجزيرة العربية تقع في دبي، الإمارات العربية المتحدة.

## التاريخ
في البداية، خدم الكاثوليك في الإمارات العربية المتحدة كاهن مقيم في البحرين، ولكن في النهاية كانت هناك حاجة لكاهن مقيم. منح رئيس الوزراء راشد بن سعيد آل مكتوم في البداية قطعة أرض لكنها كانت غير صالحة للاستعمال بسبب بعدها. ثم حصل الأب أوزيبيو دافيري على قطعة أرض يسهل الوصول إليها في عام 1965 وبدأ في بناء كنيسة. في 7 أبريل 1967، باركها النائب الرسولي لجنوب شبه الجزيرة العربية إرزيو لويجي ماجلياكاني، أوفم كاب.، ومكرسة كنيسة العذراء.
ومع ذلك، مع نمو عدد المؤمنين، كانت هناك حاجة لكنيسة أكبر. في عام 1988، هدمت كنيسة الصعود واستبدالت بكنيسة القديسة مريم الكاثوليكية. تم تكريسها في 3 نوفمبر 1989 من قبل الكاردينال جوزيف تومكو، المحافظ من جماعة تبشير الشعوب. تضم كنيسة القديسة مريم الكاثوليكية اليوم أكثر من 350.000 من أبناء الرعية من جنسيات مختلفة.